# خورشیدگرفتگی ۲۶ ژوئن ۱۸۲۴
خورشیدگرفتگی ۲۶ ژوئن ۱۸۲۴ (به انگلیسی: Solar eclipse of 26 June 1824) یک خورشیدگرفتگی از نوع خورشیدگرفتگی کامل بود که در جمهوری خلق چین و ژاپن قابل مشاهده بود. این خورشیدگرفتگی در تاریخ ۲۶ ژوئن ۱۸۲۴ روی داد که زمان اوج آن، ساعت ۲۳:۴۶:۳۳ به‌وقت ساعت هماهنگ جهانی بوده‌است. مدت‌زمان و طول این خورشیدگرفتگی ۰۴ دقیقه و ۳۱ ثانیه بود.